# Largo da Encruzilhada
O Largo da Encruzilhada é um ponto de cruzamento de importantes artérias no bairro da Encruzilhada, Recife, Pernambuco, Brasil.
É uma zona de centro secundário, com forte influência econômica e comercial sobre o bairro e sobre a cidade. A arquitetura de suas construções marca períodos distintos da ocupação territorial do Recife.

## História
A linha férrea da Great Western que ligava o Recife a Limoeiro recebeu, em 1915, um cruzamento com a linha de maxambombas que vinham do centro do Recife para Beberibe e para Olinda.
A proximidade de uma estação ferroviária e um cercado de confinamento de gado faziam que muitas pessoas ali aportassem, e o local passou a ser chamado de Encruzilhada.
Em 1923 na proximidade do cruzamento foi iniciada a construção do Largo da Encruzilhada, inaugurado em 18 de outubro de 1924.

## Logradouros
O Largo da Encruzilhada é o ponto de cruzamento e entroncamento dos importantes logradouros:
- Avenida João de Barros
- Avenida Beberibe
- Estrada de Belém
- Rua Doutor José Maria
- Rua Castro Alves

A ele convergem também:
- Rua Artur Azevedo,
- Rua Amaro Coutinho.

## Monumentos
No Largo da Encruzilhada foi erigido um monumento comemorativo ao pouso da aeronave Jahu, que em 1927 desceu nas águas do Porto do Recife, proveniente de Gênova, Itália, passando por Natal. No entanto, o monumento foi demolido "irresponsavelmente" pela prefeitura, sem consulta prévia ou argumentação.
Existe, também, o Mercado da Encruzilhada, inaugurado em 1950.